# Bembos
Bembos est une marque de restauration rapide au Pérou, créée en 1988 avec son premier restaurant dans le quartier de Miraflores à Lima. Bembos se concentre aussi sur la livraison à domicile. 
Bembos a ouvert plus de 30 restaurants dans six villes au Pérou, mais aussi à l'étranger, comme au Panama. 
Bembos propose plusieurs menus, comme les sandwichs au poulet, les tacos, les hamburgers, mais aussi un menu enfant avec jouet compris.
Côté boisson, Bembos en propose diverses, comme le célèbre Inca Kola, mais aussi du Coca-Cola, Coca-Cola zero, de l'eau minérale et de la bière. 
Bembos a ouvert un restaurant à Bombay, en Inde, mais seulement à base de poulet.
Slogan : « como bembos, no hay otra » ce qui signifie « Il n'y en a aucun qui ressemble à Bembos ».